# Claudio Cassinelli
Claudio Cassinelli (ur. 13 września 1938 w Bolonii, zm. 13 lipca 1985 w Page) – włoski aktor.

## Życiorys

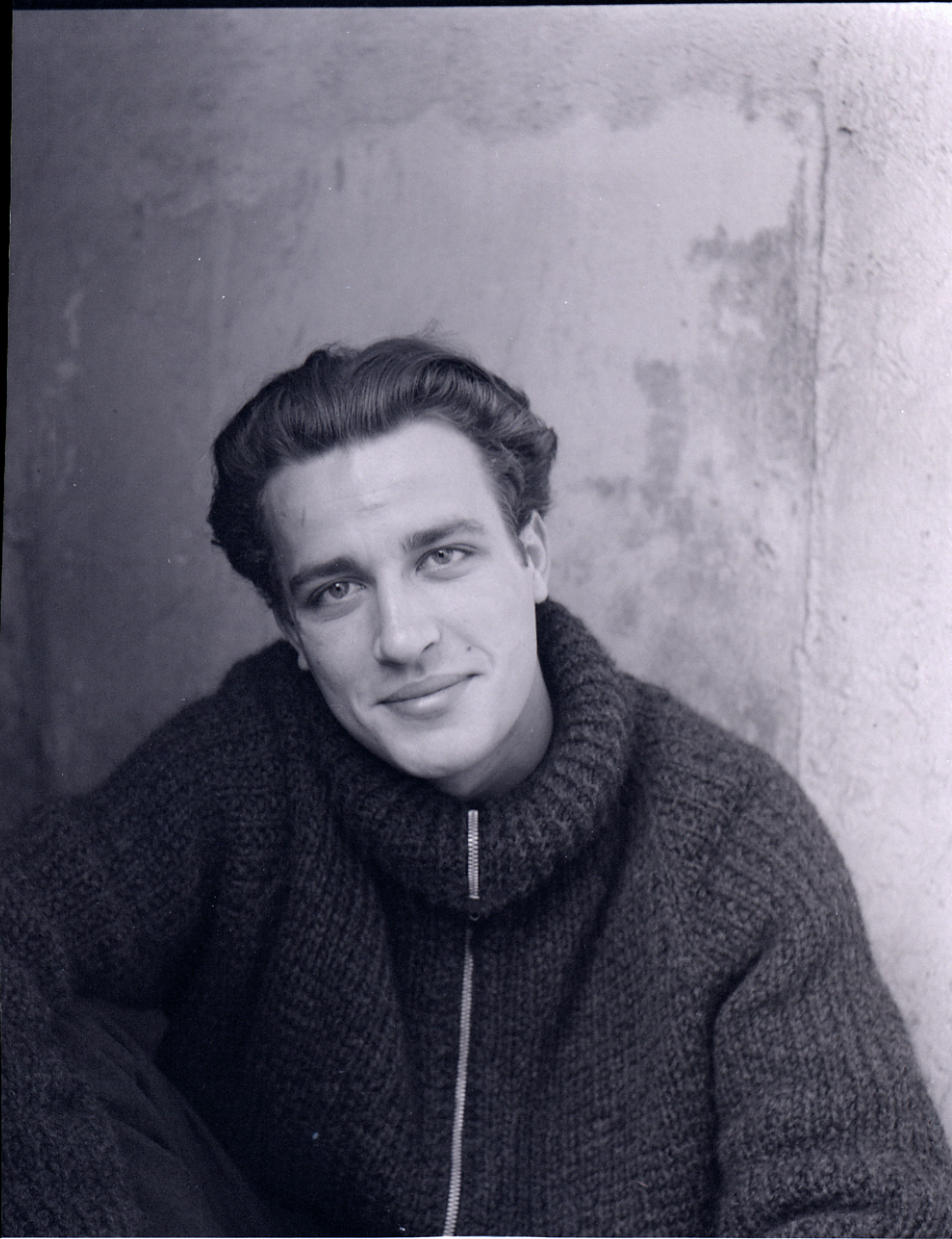
Claudio Cassinelli (1965). Foto Paolo Monti (Fondo Paolo Monti, BEIC)

Urodził się w Bolonii jako syn Giuseppiny Tafani i Antonio Cassinellego, śpiewaka operowego. Miał dwie siostry, Paolę Cristinę i Lorettę. Rozpoczął karierę w teatrze, później poświęcił się pracy filmowej i telewizyjnej. Grał u takich reżyserów jak Paolo i Vittorio Taviani, Pasquale Festa Campanile czy Damiano Damiani, a także w filmach akcji.
Z poprzedniego małżeństwa miał dwóch synów Sebastiana i Philipa. Z nieformalnego związku z dziennikarką Irene Bignardi miał syna Giovanniego (ur. 1980). 
Zginął 13 lipca 1985 w Page w Arizonie w wieku 46 lat podczas kręcenia zdjęć do filmu fantastycznonaukowego Sergio Martino Paco – maszyna śmierci (Vendetta dal futuro). Był na pokładzie helikoptera, który rozbił się o most Navajo z powodu błędu pilota. Został pochowany w grobie rodzinnym na Monumental Cemetery Certosa di Bologna.

## Filmografia
- 1967: Chiny są blisko (La Cina è vicina) jako Furio
- 1968: Galileusz (Galileo)
- 1973: Puccini jako Depanis
- 1974: Uśmiech kusiciela (Il sorriso del grande tentatore) jako Rodolfo Solina
- 1976: Twardy glina (Il Trucido e lo sbirro) jako Antonio Sarti
- 1976: Kwestia czasu (A Matter of Time) jako
- 1978: Góra boga kanibali (La montagna del dio cannibale) jako Manolo
- 1979: Wielki krokodyl (Il Fiume del grande caimano) jako Daniel Nessel
- 1979: Wyspa ludzi-ryb (L'Isola degli uomini pesce) jako porucznik Claude de Ross
- 1979: Ekspres pod lawiną (Avalanche Express) jako Molinari
- 1981: Lew pustyni (Lion of the Desert) jako strażnik eskorty
- 1983: Przygody Herkulesa (Hercules) jako Zeus
- 1984: Wojownicy roku 2072 (I Guerrieri dell'anno 2072) jako Cortez
- 1985: Herkules 2 (Le avventure dell’incredibile Ercole) jako Zeus
- 1986: Paco – maszyna śmierci (Vendetta dal futuro) jako Peter Hallo